# L'Homme qui voulait vivre sa vie
Pour les articles homonymes, voir L'Homme qui voulait vivre sa vie (film) et The Big Picture.
L'Homme qui voulait vivre sa vie (titre original The Big Picture) est un roman policier de l'écrivain américain Douglas Kennedy. Publié en 1997 en anglais, il est traduit en français et publié en 1998 aux éditions Belfond.

## Résumé
Ayant brillamment réussi sa carrière professionnelle, un homme se retrouve seul face à lui-même ; si sa vie semble réussie, il demeure prisonnier de ses rêves. Passionné de photographie, à la suite d'un événement accidentel il quitte tout pour vivre son rêve. Nouvelle ville, nouvelle identité, nouveau métier : photographe.

## Éditions imprimées
Édition originale américaine
- (en) Douglas Kennedy, The Big Picture, New York, Hyperion, 1er avril 1997, 374 p. (ISBN 978-0-7868-6298-6, LCCN 96044446)

Éditions françaises
- Douglas Kennedy (trad. Bernard Cohen), L'Homme qui voulait vivre sa vie [« The Big Picture »], Paris, Belfond, 12 mars 1998, 353 p. (ISBN 978-2-7144-3535-4, BNF 36970758)
- Douglas Kennedy (trad. Bernard Cohen), L'Homme qui voulait vivre sa vie [« The Big Picture »], Paris, Pocket, coll. « Pocket » (no 10571), 17 juin 1999, 496 p. (ISBN 978-2-266-08798-8, BNF 37676449)

## Livre audio en français
- Douglas Kennedy (auteur), Marie-Françoise Coelho (narratrice) et Laurent Manzoni (narrateur) (trad. Bernard Cohen), L'Homme qui voulait vivre sa vie [« The Big Picture »], Strasbourg, Les Mots en soie, novembre 2010 (ISBN 978-2-9535839-1-5)Support : 2 disques compact MP3 ; durée : 12 h environ.

## Adaptation cinématographique
- 2010  :  L'Homme qui voulait vivre sa vie, film français de Éric Lartigau.